# Balaï
Mar Balaï ou Balay est un des principaux hymnographes en langue syriaque de l'Antiquité tardive, actif dans la première moitié du Ve siècle. Il composa de nombreux poèmes religieux en pentasyllabes, une forme associée à son nom dans la tradition.

## Identification et œuvre
Aucune biographie de Balaï n'est parvenue jusqu'à nous. Bar-Hebræus, tout en le mentionnant comme l'une des figures importantes de la poésie syriaque classique dans la période postérieure à celle d'Éphrem de Nisibe, n'a aucune information sur lui. Le seul point de repère chronologique est le poème, d'authenticité incontestée, sur la mort d'Acace de Béroé, qui eut lieu en 436 ou 437. Un autre poème sur Siméon le Stylite qui lui est attribué supposerait qu'il ait été encore en vie en 459, mais l'attribution de ce poème-là n'est absolument pas assurée. Comme il semble qu'il soit mort évêque et qu'il n'est fait mention de lui, ni dans le brigandage d'Éphèse (449), ni dans le concile de Chalcédoine (451), on présume parfois qu'il est mort avant.
La tradition fait de lui un chorévêque du diocèse de Béroé/Alep. Le patriarche jacobite Jean bar Chouchan († 1072) affirme qu'il fut ensuite évêque de Balch (l'actuelle Maskana, à cent kilomètres au sud-est d'Alep). Il est titré évêque dans plusieurs manuscrits, mais tous très tardifs. Un poème d'authenticité indiscutée a pour sujet la consécration d'une église à Qinnasrîn.
L'édition de 1902 de K. V. Zetterstéen contient cent trente-quatre hymnes, dont soixante-cinq portant positivement son nom dans les manuscrits et soixante-neuf attribuées de manière plus vague. En fait il y a très peu d'attribution indiscutée, et le regroupement se fonde surtout sur le « vers de Balaï » en cinq syllabes. Il y a dans cette collection des hymnes liturgiques appelées en syriaque ba'watha (c'est-à-dire « requêtes », « intercessions », placées après la récitation des Psaumes dans la liturgie syriaque occidentale), et d'autres consacrées à une personne ou un événement.
Le noyau de textes d'attribution indiscutée est constitué par l'Hymne sur la dédicace de l'église à Qinnasrîn, et les cinq en l'honneur d'Acace de Béroé. Un poème narratif en douze « discours » (memré) et en heptasyllabes, consacré à Joseph fils de Jacob, est attribué, soit à Éphrem de Nisibe, soit à Balaï. On cite aussi particulièrement un poème sur la mort d'Aaron, un autre sur le meurtre d'Urie le Hittite, un autre en l'honneur de saint Georges, un autre en l'honneur des saints Faustin et Métrodora (qui sont un couple dans le roman pseudo-clémentin).

## Citation
« Cette demeure n'est pas une simple maison, mais le ciel sur la terre, car elle contient le Seigneur. Si tu veux le scruter, il est tout entier dans les hauteurs, mais si tu le cherches, il est tout entier présent sur terre. Si tu t'efforces de le saisir, il t'échappe par sa transcendance, mais si tu l'aimes, il est tout près de toi. Si tu l'étudies, il est au ciel, mais si tu crois en lui, il est dans le sanctuaire. Et pour qu'il reste avec nous, les hommes de la terre, nous lui avons construit une demeure. Nous avons dressé l'autel, la table où l'Église mange la vie. (Hymne sur la dédicace d'une église à Qinnasrîn). »

## Édition
- J. Josephus Overbeck (éd.), Sancti Ephræmi Syri, Rabbulæ episcopi Edesseni, Balæi aliorumque opera selecta, Oxford, Clarendon Press, 1865.
- Karl Vilhelm Zetterstéen (éd.), Beiträge zur Kenntnis der religiösen Dichtung Balai's, nach den syrischen Handschriften des Britischen Museums, der Bibliothèque nationale zu Paris und der königlichen Bibliothek zu Berlin, herausgegeben und übersetzt von K. V. Zetterstéen, Leipzig, J. G. Hinrichs, 1902.
- François Graffin (éd.), « Poème de Mar Balaï pour la dédicace de l'église de Qennesrin », Parole de l'Orient, vol. 10, 1982, p. 103-121.